# Seznam chráněných území v okrese Znojmo
Toto je seznam chráněných území v okrese Znojmo aktuální k roku 2010, ve kterém jsou uvedena chráněná území v oblasti okresu Znojmo.
| Kód  | Obrázek                                                                    | Typ | Název                          | Rozloha (ha) | Galerie Commons                                                             | Popis území | Souřadnice                       |
| ---- | -------------------------------------------------------------------------- | --- | ------------------------------ | ------------ | --------------------------------------------------------------------------- | --- | -------------------------------- |
| 5921 |                                                                            | PP  | Bau                            | 10,6059      |                                                                             | Nízké xerofilní křoviny, hercynské dubohabřiny, suťové lesy, štěrbinová a skalní vegetace s kostřavou sivou, dále houseník chudokvětý, roháč velký a tesařík obrovský                                                       | 48°54′27″ s. š., 15°41′44″ v. d. |
| 1958 |                                                                            | PP  | Bílá skála u Jamolic           | 1,68         | Kategorie „Bílá skála u Jamolic“ na Wikimedia Commons                       | Skalisko se suťovým polem, bohaté keřové patro a avifauna | 49°5′30″ s. š., 16°13′39″ v. d.  |
| 1835 | Bílý kříž                                                                  | PR  | Bílý kříž                      | 20,47        | Kategorie „Bílý kříž (nature reserve)“ na Wikimedia Commons                 | Skalnaté svahy se smíšenými porosty a bohatou květenou | 48°53′26″ s. š., 15°38′7″ v. d.  |
| 5856 |                                                                            | PP  | Božický mokřad                 | 8,8302       |                                                                             | Revitalizovaný mokřad s bohatým výskytem obojživelníků, plazů, bezobratlých, vážek a vzácných druhů rostlin | 48°50′16″ s. š., 16°17′2″ v. d.  |
| 2020 | Cínová hora                                                                | PP  | Cínová hora                    | 4,71         | Kategorie „Cínová hora“ na Wikimedia Commons                                | Teplomilná rostlinná společenstva a vzácné druhy rostlin a živočichů | 48°52′6″ s. š., 16°0′36″ v. d.   |
| 5933 | pohled z cornštejnského hradu na severní část PR                           | PR  | Cornštejn                      | 16,4433      | Kategorie „Cornštejn (nature reserve)“ na Wikimedia Commons                 | Přírodní stanoviště a chráněné druhy živočichů a rostlin | 48°55′55″ s. š., 15°43′3″ v. d.  |
| 5898 |                                                                            | PP  | Čekal                          | 3,2136       |                                                                             | Zachování biotopu vhodného pro výskyt kuňky obecné (Bombina bombina) a dalších obojživelníků | 48°56′8″ s. š., 15°57′ v. d.     |
| 5954 | PP Černice                                                                 | PP  | Černice                        | 34,4844      | Kategorie „Černice (natural monument)“ na Wikimedia Commons                 | Úzkolisté suché trávníky a na ně vázané druhy organismů | 49°5′11″ s. š., 16°15′32″ v. d.  |
| 2467 | Červený rybníček v zimě                                                    | PP  | Červený rybníček               | 0,4331       | Kategorie „Červený rybníček“ na Wikimedia Commons                           | Periodické vodní tůně s vegetací stojatých vod s výskytem vodních bezobratlých, zejména s výskytem lupenonohých korýšů | 48°51′43″ s. š., 16°1′34″ v. d.  |
| 5901 |                                                                            | PP  | Dyjské svahy                   | 6,0969       |                                                                             | Suchomilná a teplomilná rostlinná společenstva s řadou vzácných a ohrožených rostlin a živočišných druhů | 48°50′20″ s. š., 16°7′17″ v. d.  |
| 2180 | Popis obrazku                                                              | PP  | Fládnitzské vřesoviště         | 4,03         | Kategorie „Fládnitzské vřesoviště“ na Wikimedia Commons                     | Xerotermní travinobylinná společenstva s výskytem vzácných druhů rostlin a živočichů | 48°48′21″ s. š., 15°58′58″ v. d. |
| 1834 |                                                                            | PP  | Hevlínské jezero               | 9,56         |                                                                             | Vodní a mokřadní biotop s cennými společenstvy obojživelníků a ptáků | 48°45′53″ s. š., 16°21′20″ v. d. |
| 2181 | Horáčkův kopeček na jaře 2012                                              | PP  | Horáčkův kopeček               | 1,01         | Kategorie „Horáčkův kopeček“ na Wikimedia Commons                           | Xerotermní travinobylinná společenstva s výskytem vzácných druhů rostlin a živočichů | 48°49′24″ s. š., 16°1′18″ v. d.  |
| 2179 |                                                                            | PP  | Horecký kopec                  | 1,35         |                                                                             | Xerotermní travinobylinná společenstva s výskytem vzácných druhů rostlin a živočichů | 48°47′40″ s. š., 15°58′27″ v. d. |
| 5922 |                                                                            | PP  | Horní Karlov                   | 6,1346       |                                                                             | Populace vrkoče bažinného včetně jeho biotopu, rybník s mokřadem s výskytem pijavky lékařské a několika ohrožených druhů hmyzu a obojživelníků                                                                              | 48°49′32″ s. š., 16°18′9″ v. d.  |
| 5906 | Popis obrazku                                                              | PP  | Ječmeniště                     | 61,7722      | Kategorie „Ječmeniště (natural monument)“ na Wikimedia Commons              | Zachovalá teplomilná a suchomilná rostlinná společenstva | 48°44′42″ s. š., 16°8′54″ v. d.  |
|      | skalnaté údolí říčky Jevišovky poblíž Jevišovic uprostřed přírodního parku | PřP | Jevišovka                      | 13 680       | Kategorie „Nature park Jevišovka“ na Wikimedia Commons                      | | 48°59′21″ s. š., 15°59′42″ v. d. |
| 6245 | Kadovská skála                                                             | PP  | Kadovská skála                 | 2,51         | Kategorie „Kadovská skála“ na Wikimedia Commons                             | Teplomilné doubravy, nízké xerofilní křoviny a společenstva skalních trávníků se skalním útvarem | 48°58′47″ s. š., 16°17′54″ v. d. |
| 5857 |                                                                            | PP  | Kamenná hora u Derflic         | 8,2879       |                                                                             | Polopřirozené suché trávníky a facie křovin na vápnitých podložích s výskytem významných a vzácných druhů rostlin a živočichů                                                                                               | 48°48′50″ s. š., 16°8′59″ v. d.  |
| 5908 |                                                                            | PP  | Kaolinka                       | 5,0437       |                                                                             | Přírodovědecky cenné území s výskytem stabilní populace čolka dravého a dalších vzácných druhů rostlin a živočichů vázaných na biotopy mokřadu a narušovaných ploch                                                         | 48°53′15″ s. š., 16°3′8″ v. d.   |
| 162  |                                                                            | PR  | Karlov                         | 5,80         |                                                                             | Smíšený porost v revíru Horní Hoja | 48°49′28″ s. š., 16°18′24″ v. d. |
| 5902 |                                                                            | PP  | Kopečky u Únanova              | 4,9296       |                                                                             | Suchomilná a teplomilná rostlinná společenstva s řadou vzácných a ohrožených rostlinných a živočišných druhů, zejména silně ohroženého koniklece velkokvětého                                                               | 48°54′36″ s. š., 16°4′19″ v. d.  |
| 2316 | NPR Krumlovskorokytenské slepence u osady Rokytná                          | NPR | Krumlovsko-rokytenské slepence | 86,58        | Kategorie „Krumlovsko-rokytenské slepence“ na Wikimedia Commons             | Geomorfologicky a mikroklimaticky členité území údolí říčky Rokytné | 49°3′36″ s. š., 16°19′40″ v. d.  |
| 5927 |                                                                            | PP  | Lapikus                        | 47,4259      |                                                                             | Údolní jasanovo-olšové luhy, hercynské dubohabřiny a další, oman oko Kristovo, strošek polopásý, roháč obecný a mlok skvrnitý                                                                                               | 48°56′9″ s. š., 16°3′6″ v. d.    |
| 5903 |                                                                            | PP  | Lom u Žerůtek                  | 2,5997       |                                                                             | Přírodovědecky cenné území s výskytem stabilní populace čolka dravého a ohrožených živočichů vázaných na biotop mokřadu | 48°54′29″ s. š., 15°58′3″ v. d.  |
| 2150 |                                                                            | PP  | Losolosy                       | 6,53         | Kategorie „Losolosy“ na Wikimedia Commons                                   | Svažité pozemky s různou expozicí na pestrém geologickém podkladu | 48°54′18″ s. š., 16°2′32″ v. d.  |
| 5900 | PP Mašovický lom                                                           | PP  | Mašovický lom                  | 9,2733       | Kategorie „Mašovický lom“ na Wikimedia Commons                              | Populace čolka dravého a dalších vzácných a ohrožených živočichů vázaných na biotop mokřadu | 48°51′33″ s. š., 15°59′12″ v. d. |
| 2021 | Mikulovické jezero                                                         | PP  | Mikulovické jezero             | 2,66         |                                                                             | Vodní a mokřadní biotop, vzácní živočichové | 48°57′10″ s. š., 16°6′22″ v. d.  |
| 2265 | Miroslavské kopce                                                          | NPP | Miroslavské kopce              | 30,80        | Kategorie „Miroslavské kopce“ na Wikimedia Commons                          | Vzácné zbytky druhově bohatých rostlinných a živočišných společenstev skal a stepních trávníků na slepencovém podkladě v nejjižnějším cípu Bobravské vrchoviny                                                              | 48°56′7″ s. š., 16°18′37″ v. d.  |
| 5934 |                                                                            | PR  | Na Bítovské cestě              | 30,0602      |                                                                             | Přírodní stanoviště a chráněné druhy rostlin a živočichů | 48°55′25″ s. š., 15°43′24″ v. d. |
| 261  |                                                                            | PR  | Na Kocourkách                  | 3,01         | Kategorie „Na Kocourkách“ na Wikimedia Commons                              | Teplomilná rostlinná společenstva se zastoupením řady vzácných a ohrožených druhů rostlin a živočichů | 48°59′55″ s. š., 16°14′58″ v. d. |
| 6244 |                                                                            | PP  | Na propasti                    | 0,97         | Název kategorie na Wikimedia Commons nebyl zadán                            | Vlhká pcháčová louka s výskytem vzácných druhů rostlin a živočichů |                                  |
| 5899 |                                                                            | PP  | Načeratický kopec              | 126,7889     |                                                                             | Existence komplexu zachovalých travinobylinných společenstev s populacemi chráněných, ohrožených a jinak významných druhů                                                                                                   | 48°49′53″ s. š., 16°5′52″ v. d.  |
| 78   | Vraní skála                                                                | NP  | Národní park Podyjí            | 6 300        | Kategorie „Podyjí National Park“ na Wikimedia Commons                       | | 48°51′ s. š., 15°54′ v. d.       |
| 1897 |                                                                            | PP  | Oleksovická mokřina            | 43,18        | Kategorie „Oleksovická mokřina“ na Wikimedia Commons                        | Mokřad s významnými rostlinnými a živočišnými společenstvy | 48°55′29″ s. š., 16°15′50″ v. d. |
| 2100 |                                                                            | PP  | Oleksovické vřesoviště         | 3,34         |                                                                             | Dvě malé pískovny s kolonií břehule říční a navazující lesní porosty s dominantním vřesem obecným | 48°53′49″ s. š., 16°14′51″ v. d. |
| 5929 |                                                                            | PP  | Orlí hnízdo                    | 15,7505      |                                                                             | Nízké xerofilní křoviny, suťové lesy, skalní vegetace s chráněnými druhy rostlin a živočichů | 48°55′49″ s. š., 15°48′1″ v. d.  |
| 5928 | PR Pod Havranem z vyhlídky v PR Havran                                     | PR  | Pod Havranem                   | 12,03        |                                                                             | Suťové lesy, štěrbinová vegetace silikátových skal a drolin, suchá vřesoviště nížin a pahorkatin, šikoušek bezlistý, přástevník kostivalový                                                                                 | 49°5′39″ s. š., 16°13′16″ v. d.  |
| 2168 |                                                                            | PP  | Pod Šibeničním kopcem          | 3,53         | Kategorie „Pod Šibeničním kopcem“ na Wikimedia Commons                      | Unikátní společenstvo Melicetum ciliatae vytvořené na podkladu krystalických vápenců | 48°57′11″ s. š., 16°8′55″ v. d.  |
| 5930 |                                                                            | PP  | Petrovy skály                  | 20,4955      |                                                                             | Nízké xerofilní křoviny, suťové lesy, skalní vegetace s chráněnými druhy rostlin a živočichů | 48°56′23″ s. š., 15°46′34″ v. d. |
| 1948 | výhled z hradu Frejštejna na Podhradí nad Dyjí a PR Podhradské skály       | PR  | Podhradské skály               | 10,89        | Kategorie „Podhradské skály“ na Wikimedia Commons                           | Skalní stěny s bukem a jedlí a teplomilnou květenou | 48°54′16″ s. š., 15°41′14″ v. d. |
| 5926 |                                                                            | PP  | Protržený rybník               | 7,2213       |                                                                             | Přírodovědecky cenné území s výskytem populace vrkoče bažinného a dalších vzácných druhů rostlin a živočichů vázaných na biotopy mokřadu, přechodně podmáčených ploch a měkkého luhu                                        | 48°49′35″ s. š., 16°16′24″ v. d. |
| 351  | Pustý kopec u Konic                                                        | PP  | Pustý kopec u Konic            | 3,2692       | Kategorie „Pustý kopec u Konic“ na Wikimedia Commons                        | Acidofilní a úzkolisté suché trávníky a gtanodioritové výchozy s výskytem významných a vzácných druhů rostlin a živočichů                                                                                                   | 48°48′47″ s. š., 16°2′17″ v. d.  |
|      | Cedule na lokalitě                                                         | PřP | Rokytná                        | 4 895        | Kategorie „Nature park Rokytná“ na Wikimedia Commons                        | | 49°1′51″ s. š., 16°5′13″ v. d.   |
| 2160 |                                                                            | PP  | Rudlické kopce                 | 17,56        | Kategorie „Rudlické kopce“ na Wikimedia Commons                             | Travinobylinná společenstva se stepními prvky | 48°57′19″ s. š., 16°3′46″ v. d.  |
| 1846 |                                                                            | PR  | Růžový vrch                    | 11,88        |                                                                             | Skalnaté svahy se suťovými porosty a subxerofilní doubravou, bohatá teplomilná květena | 48°56′6″ s. š., 15°44′48″ v. d.  |
| 1310 |                                                                            | PP  | Skalky                         | 10,19        | Kategorie „Skalky (natural monument, Znojmo District)“ na Wikimedia Commons | Skalní výchozy granodioritových hornin s teplomilnými společenstvy | 48°48′15″ s. š., 16°0′38″ v. d.  |
| 5925 |                                                                            | PP  | Spálená                        | 3,0738       |                                                                             | Nízké xerofilní křoviny - porosty se skalníky, hercynské dubohabřiny, huseník chudokvětý, roháč velký a tesařík obrovský | 48°56′7″ s. š., 15°45′40″ v. d.  |
| 2132 | Střebovský kopec                                                           | PP  | Střebovský kopec               | 2,68         | Kategorie „Střebovský kopec“ na Wikimedia Commons                           | Fragment xerotermních rostlinných společenstev na podkladu granodioritů Dyjského masívu | 48°49′9″ s. š., 16°8′14″ v. d.   |
|      |                                                                            | PřP | Střední Pojihlaví              | 2 485        | Kategorie „Střední Pojihlaví“ na Wikimedia Commons                          | Hluboké údolí Jihlavy vytváří jedinečné přírodní prostředí, které vytváří životní prostor vzácným druhům rostlin a živočichů.                                                                                               | 49°5′36″ s. š., 16°15′24″ v. d.  |
| 2069 | Stříbrný vrch                                                              | PP  | Stříbrný vrch                  | 4,64         | Kategorie „Stříbrný vrch (Znojmo District)“ na Wikimedia Commons            | Zbytek teplomilné vegetace na vápencovém výchozu, výskyt řady ohrožených druhů rostlin | 48°58′49″ s. š., 16°15′1″ v. d.  |
| 2024 |                                                                            | PP  | Šafářka                        | 9,93         | Kategorie „Šafářka“ na Wikimedia Commons                                    | Přirozená teplomilná vegetace extenzivně obhospodařované louky | 48°51′58″ s. š., 15°59′38″ v. d. |
| 1912 |                                                                            | PP  | Šidlovy skalky                 | 1,21         | Kategorie „Šidlovy skalky“ na Wikimedia Commons                             | Společenstva vřesovišť a teplomilných formací | 49°0′24″ s. š., 16°22′11″ v. d.  |
| 5859 |                                                                            | PP  | Široký                         | 0,6515       |                                                                             | Úzkolisté suché trávníky s výskytem koniklece velkokvětého, křivatce českého a dalších významných a vzácných druhů živočichů a rostlin                                                                                      | 49°3′59″ s. š., 16°14′10″ v. d.  |
| 5904 |                                                                            | PP  | Štěpánovský lom                | 1,0743       |                                                                             | Suchomilná a teplomilná rostlinná společenstva s řadou vzácných a ohrožených rostlinných a živočišných druhů, zejména kriticky ohroženého koniklece písečného                                                               | 48°57′28″ s. š., 16°19′50″ v. d. |
| 5931 |                                                                            | PP  | Tasovické svahy                | 4,9638       |                                                                             | Xerotermní travino-bylinná společenstva a na ně vázané druhy organismů | 48°50′4″ s. š., 16°8′12″ v. d.   |
| 5932 | PR Templštejn                                                              | PR  | Templštejn                     | 41,8692      | Kategorie „Templštejn (nature reserve)“ na Wikimedia Commons                | Suťové lesy, štěrbinová vegetace silikátových skal a drolin, suchá vřesoviště nížin a pahorkatin | 49°5′24″ s. š., 16°14′45″ v. d.  |
| 1833 |                                                                            | PR  | Tisová stráň                   | 7,10         |                                                                             | Skalnaté svahy nad Vranovskou nádrží se smíšeným porostem s výskytem tisu | 48°55′44″ s. š., 15°46′56″ v. d. |
| 6002 |                                                                            | PP  | Trávní dvůr                    | 339,5226     |                                                                             | Lužní lesy a další biotopy říční nivy, zahrnující zejména trvalé i periodické vodní toky a nádrže, nížinné pastviny a vlhké louky, podmáčené i terestrické rákosiny, porosty vysokých ostřic a pozemky extenzivně využívané | 48°47′9″ s. š., 16°25′43″ v. d.  |
| 2022 | U doutné skály                                                             | PR  | U doutné skály                 | 24,41        | Kategorie „U doutné skály“ na Wikimedia Commons                             | Přirozené lesní prostory s výskytem ohrožených živočichů a hmyzožravých ptáků | 48°56′34″ s. š., 15°42′16″ v. d. |
| 5924 | U Huberta                                                                  | PP  | U Huberta                      | 1,7475       | Kategorie „U Huberta“ na Wikimedia Commons                                  | Přírodovědecky cenné území s výskytem čolka velkého a řady dalších vzácných druhů rostlin a živočichů vázaných na biotopy mokřadu a přechodně podmáčených ploch                                                             | 48°57′12″ s. š., 16°0′7″ v. d.   |
| 2145 | U kapličky                                                                 | PP  | U kapličky                     | 5,15         | Kategorie „U kapličky“ na Wikimedia Commons                                 | Teplomilná rostlinná společenstva s koniklecem velkokvětým, kozincem vičencovitým aj., unikátní je hojný výskyt koniklece lučního                                                                                           | 48°57′17″ s. š., 16°15′50″ v. d. |
| 1822 |                                                                            | PP  | U Michálka                     | 1,00         | Kategorie „U Michálka“ na Wikimedia Commons                                 | Ostrůvek stepní květeny | 48°59′0″ s. š., 16°21′33″ v. d.  |
| 2023 | Uherčická louka                                                            | PP  | Uherčická louka                | 7,39         | Kategorie „Uherčická louka“ na Wikimedia Commons                            | Vlhké louky a mokřadní společenstva s výskytem zvláště chráněných druhů rostlin a živočichů | 48°54′30″ s. š., 15°38′20″ v. d. |
| 5860 |                                                                            | PP  | Ve Žlebě                       | 2,4831       |                                                                             | Úzkolisté suché trávníky s výskytem koniklece velkokvětého, koniklece lučního, křivatce českého a dalších významných a vzácných druhů živočichů a rostlin                                                                   | 49°4′21″ s. š., 16°13′57″ v. d.  |
| 2134 | Velká skála                                                                | PR  | Velká skála                    | 60,4344      | Kategorie „Velká skála (Střední Pojihlaví)“ na Wikimedia Commons            | Zbytky reliktních borů, teplomilných doubrav a doprovodných xenothermních společenstev, prudce se střídajících se společenstvy stinných skalních roklí                                                                      | 49°6′8″ s. š., 16°14′27″ v. d.   |
| 6253 |                                                                            | PP  | Velký kopec                    | 25,94        | Název kategorie na Wikimedia Commons nebyl zadán                            | Acidofilní suché trávníky s výskytem koniklece velkokvětého a vstavače kukačky | 49°4′16″ s. š., 16°11′39″ v. d.  |
| 2133 |                                                                            | PP  | Vraní vrch                     | 1,53         |                                                                             | Xerotermní rostlinná společenstva, na podkladu muskovitických ortorul krhovického krystalinika | 48°49′31″ s. š., 16°11′18″ v. d. |
| 5907 |                                                                            | PP  | Vrbovecký rybník               | 27,0193      |                                                                             | Přírodovědecky cenné území s výskytem početné populace kuňky ohnivé a řady dalších vzácných druhů rostlin a živočichů vázaných na biotopy mokřadu, slaniska a přechodně podmáčených, narušovaných ploch                     | 48°47′33″ s. š., 16°8′2″ v. d.   |
| 5855 |                                                                            | PP  | Výrovické kopce                | 16,0041      |                                                                             | Polopřirozené suché trávníky a facie křovin na vápnitých podložích a skalní vegetace s výskytem významných a vzácných druhů rostlin a živočichů                                                                             | 48°55′35″ s. š., 16°7′2″ v. d.   |
| 5923 | PP Zmijiště                                                                | PP  | Zmijiště                       | 16,0041      | Kategorie „Zmijiště“ na Wikimedia Commons                                   | Panonské dubohabřiny a perialpidské bazifilní teplomilné doubravy, roháč velký a tesařík obrovský | 48°53′51″ s. š., 16°7′41″ v. d.  |
| 2170 |                                                                            | PP  | Žleby                          | 1,55         |                                                                             | Mokřadní vegetace s vysokými ostřicemi, bohatý výskyt upolínu evropského | 48°58′11″ s. š., 15°46′58″ v. d. |

## Zrušená chráněná území
| Kód  | Obrázek       | Typ | Název          | Rozloha (ha) | Galerie Commons                                 | Popis území                                 | Souřadnice                      |
| ---- | ------------- | --- | -------------- | ------------ | ----------------------------------------------- | ------------------------------------------- | ------------------------------- |
| 1847 | Popis obrazku | PP  | Mandloňová mez | 0,20         | Kategorie „Mandloňová_mez“ na Wikimedia Commons | Jediná lokalita mandloně nízké na Znojemsku | 48°44′53″ s. š., 16°8′38″ v. d. |